# Coronigoniella caquetana
Coronigoniella caquetana är en insektsart som beskrevs av Young 1977. Coronigoniella caquetana ingår i släktet Coronigoniella och familjen dvärgstritar. Inga underarter finns listade i Catalogue of Life.